# Trophée européen féminin de rugby à XV 2007
Navigation
Trophée européen féminin 2006 Trophée européen féminin 2008
Le Trophée européen féminin de rugby à XV 2007 se déroule du 28 avril au 5 mai 2007 en Espagne pour la Poule A alors que la compétition pour la Poule B se déroule en Belgique du 11 avril au 15 avril 2007.
La compétition regroupe 16 équipes ce qui constitue un record aujourd'hui encore. Il est à noter que quatre fédérations présentent pour la première fois une équipe féminine de rugby à XV qui sont: la Finlande, le Luxembourg, la Roumanie et la Serbie.

## Participants
La Poule A est constituée de huit équipes : Angleterre, France, pays de Galles, Italie, Russie, Espagne, Pays-Bas et Suède. Les huit équipes sont réparties dans deux poules:
| Poule 1 - Angleterre - Espagne - Italie - Russie | Poule 2 - France - Pays-Bas - Pays de Galles - Suède |  |

Concernant la Poule B, les équipes d'Allemagne, de la Belgique, de la Roumanie, de la Finlande, de la Norvège, du Luxembourg, de la Serbie ainsi que l'équipe de France féminine universitaire participent à la compétition. Les huit équipes sont réparties dans deux poules:
| Poule 1 - Belgique - Luxembourg - Roumanie - Serbie | Poule 2 - Allemagne - France Universitaire - Finlande - Norvège |  |

## Poule A

### Poule 1
| Rang | Club       | J | V | N | D | Pm  | Pe  | Diff | Pts |
| ---- | ---------- | - | - | - | - | --- | --- | ---- | --- |
| 1    | Angleterre | 3 | 2 | 1 | 0 | 125 | 33  | +92  | 8   |
| 2    | Espagne    | 3 | 2 | 1 | 0 | 91  | 31  | +60  | 8   |
| 3    | Italie     | 3 | 1 | 0 | 2 | 67  | 60  | +7   | 5   |
| 4    | Russie     | 3 | 0 | 0 | 3 | 8   | 156 | -148 | 3   |

| 28 avril 2007 | Angleterre | 62 - 0  | Russie     | à Madrid |
| 28 avril 2007 | Italie     | 6 - 15  | Espagne    | à Madrid |
| 30 avril 2007 | Italie     | 11 - 41 | Angleterre | à Madrid |
| 30 avril 2007 | Espagne    | 54 - 3  | Russie     | à Madrid |
| 2 mai 2007    | Italie     | 50 - 5  | Russie     | à Madrid |
| 2 mai 2007    | Espagne    | 22 - 22 | Angleterre | à Madrid |

### Poule 2
| Rang | Club           | J | V | N | D | Pm | Pe | Diff | Pts |
| ---- | -------------- | - | - | - | - | -- | -- | ---- | --- |
| 1    | France         | 3 | 3 | 0 | 0 | 46 | 18 | +28  | 9   |
| 2    | Pays-Bas       | 3 | 2 | 0 | 1 | 40 | 35 | +5   | 7   |
| 3    | Suède          | 3 | 1 | 0 | 2 | 23 | 40 | -17  | 5   |
| 4    | Pays de Galles | 3 | 0 | 0 | 3 | 21 | 47 | -26  | 3   |

| 28 avril 2007 | France         | 12 - 0  | Suède          | à Madrid |
| 28 avril 2007 | Pays de Galles | 3 - 12  | Pays-Bas       | à Madrid |
| 30 avril 2007 | France         | 27 - 8  | Pays-Bas       | à Madrid |
| 30 avril 2007 | Suède          | 18 - 8  | Pays de Galles | à Madrid |
| 2 mai 2007    | France         | 17 - 10 | Pays de Galles | à Madrid |
| 2 mai 2007    | Suède          | 5 - 20  | Pays-Bas       | à Madrid |

### Finale et classement

#### Match pour la7eplace
| 5 mai 2007 | Pays de Galles | 38 - 14 | Russie | à Madrid |

#### Match pour la5eplace
| 5 mai 2007 | Suède | 6 - 0 | Italie | à Madrid |

#### Match pour la3eplace
| 5 mai 2007 | Espagne | 37 - 0 | Pays-Bas | à Madrid |

#### Finale
| 5 mai 2007 | Angleterre | 27 - 17 | France | à Madrid |

## Poule B

### Poule 1
| Rang | Club       | J | V | N | D | Pm  | Pe  | Diff | Pts |
| ---- | ---------- | - | - | - | - | --- | --- | ---- | --- |
| 1    | Belgique   | 3 | 3 | 0 | 0 | 125 | 33  | +92  | 9   |
| 2    | Roumanie   | 3 | 2 | 0 | 1 | 91  | 31  | +60  | 7   |
| 3    | Luxembourg | 3 | 1 | 0 | 2 | 67  | 60  | +7   | 5   |
| 4    | Serbie     | 3 | 0 | 0 | 3 | 8   | 156 | -148 | 3   |

| 11 avril 2007 | Belgique   | 73 - 0 | Luxembourg | à Louvain             |
| 11 avril 2007 | Roumanie   | 65 - 0 | Serbie     | à Watermael-Boitsfort |
| 12 avril 2007 | Belgique   | 20 - 0 | Serbie     | à Frameries           |
| 12 avril 2007 | Roumanie   | 38 - 0 | Luxembourg | à Kituro              |
| 13 avril 2007 | Belgique   | 20 - 0 | Roumanie   | à Termonde            |
| 13 avril 2007 | Luxembourg | 20 - 0 | Serbie     | à Termonde            |

### Poule 2
| Rang | Club                 | J | V | N | D | Pm  | Pe  | Diff | Pts |
| ---- | -------------------- | - | - | - | - | --- | --- | ---- | --- |
| 1    | France Universitaire | 3 | 3 | 0 | 0 | 134 | 25  | +109 | 9   |
| 2    | Allemagne            | 3 | 2 | 0 | 1 | 94  | 19  | +75  | 7   |
| 3    | Finlande             | 3 | 0 | 1 | 2 | 20  | 76  | -56  | 4   |
| 4    | Norvège              | 3 | 0 | 1 | 2 | 15  | 133 | -118 | 4   |

| 11 avril 2007 | Norvège           | 12 - 12 | Finlande          | à Watermael-Boitsfort |
| 11 avril 2007 | Allemagne         | 14 - 19 | France Université | à Louvain             |
| 12 avril 2007 | Allemagne         | 48 - 0  | Norvège           | à Kituro              |
| 12 avril 2007 | France Université | 42 - 15 | Finlande          | à Frameries           |
| 13 avril 2007 | France Université | 73 - 3  | Norvège           | à Liège               |
| 13 avril 2007 | Allemagne         | 32 - 0  | Finlande          | à Liège               |

### Finale et classement

#### Match pour la7eplace
| 15 avril 2007 | Norvège | 62 - 0 | Serbie | à Tervuren |

#### Match pour la5eplace
| 15 avril 2007 | Finlande | 14 - 7 | Luxembourg | à Tervuren |

#### Match pour la3eplace
| 15 avril 2007 | Allemagne | 15 - 0 | Roumanie | à Watermael-Boitsfort |

#### Finale
| 15 avril 2007 | France Université | 27 - 17 | Belgique | à Watermael-Boitsfort |